# Affaire Ullmo
Pour les articles homonymes, voir Ullmo.
L'affaire Ullmo est un scandale survenu en 1908, qui, entre l'affaire Dreyfus et la Première Guerre mondiale, défraye la chronique dans la France entière et hors des frontières. Il aboutit à la restriction du commerce de l'opium en France.
Parfois considérée à tort comme étant à mi-chemin entre l'affaire Dreyfus et celle de Mata Hari, elle perd rapidement toute intensité dramatique nationale pour se réduire à un drame individuel inscrit dans les mœurs d’une époque.

## Circonstances
Jeune officier de marine (enseigne de vaisseau) de confession israélite, né à Lyon le 15 février 1882, Benjamin Ullmo a de gros besoins d'argent. Opiomane très dépendant, il entretient par ailleurs, dans sa villa Gléglé à Toulon, une fort jolie femme, Marie Louise Welsch, dite « la belle Lison ». Ullmo, le portefeuille vide, a l'idée d'aller dérober dans le coffre-fort du contre-torpilleur la Carabine, à Toulon, d'importants documents : les codes confidentiels des signaux de la Marine, l'état de la flotte en Méditerranée et de la défense de Toulon.

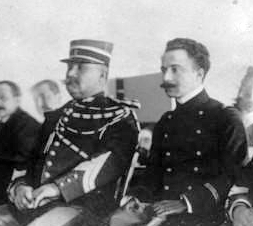
Benjamin Ullmo (à droite) devant ses juges au procès militaire du 22 février 1908

Selon Le Petit Parisien du 20 février 1908 (numéro 11436) : « Depuis son incarcération, il a été soumis à une expertise médicale. Les docteurs ont dû l'examiner et dire si réellement il avait fait, ainsi qu'il le prétend, une consommation d'opium assez grande pour amoindrir ses facultés mentales et diminuer sa responsabilité. Leur réponse a été défavorable à ce système de défense. Ullmo n'a jamais fait, ont-ils déclaré, un abus du narcotique en question et encore moins à l'époque où se passaient les faits que nous venons de rappeler ». Il semblerait donc que cette défense ne tienne guère la route bien qu'elle figure sur la majorité des sites et dans les romans défendant Ullmo.
Lorsque son supérieur, le commandant de la Carabine, part en permission en lui laissant le commandement, Ullmo photographie les documents, puis tente de les revendre à un agent allemand lors d'une permission en Belgique. La transaction ayant échoué, Ullmo envoie au ministre de la Marine, Gaston Thomson, une lettre anonyme lui proposant la restitution de ces photos contre un paiement de 150 000 francs, sans quoi les pièces seraient livrées à des agents étrangers.

## Jugement
Arrêté et poursuivi pour tentative de trahison, il fonde sa défense sur l'altération de sa personnalité par la drogue. Il est dégradé sur la place Saint-Roch à Toulon et condamné à la déportation perpétuelle dans une enceinte fortifiée. Il passe par la suite une partie de sa vie au bagne des îles du Salut, où il occupe la première année la case de Dreyfus à l'île du Diable. 
Il reste 8 ans seul sur l'île qu'il ne quitte qu'en 1923. Il se convertit à la religion catholique grâce au curé de Cayenne, le père Fabre, et devient mystique. Relégué à Cayenne, il exerce toutes sortes de métiers puis entre dans la Maison Quintry, établissement de commerce de Cayenne dont il devient chargé de pouvoir.

## Postérité
Albert Londres obtient en 1928 une audience du Président de la République Gaston Doumergue afin de plaider la cause d'Ullmo. Il lui écrit le 17 novembre 1930 une lettre afin d'attirer à nouveau son attention sur le cas.
Ullmo est gracié par le président Albert Lebrun en 1933 sur l'insistance de son employeur et d'une correspondante en France, Mlle Poirier. Il rentre en France en 1934. Déçu par son séjour, il repart définitivement pour Cayenne où il meurt le 21 septembre 1957.